# La Nuit sur l'étang 1973-1998
 (janvier 2020).
Si vous disposez d'ouvrages ou d'articles de référence ou si vous connaissez des sites web de qualité traitant du thème abordé ici, merci de compléter l'article en donnant les références utiles à sa vérifiabilité et en les liant à la section « Notes et références ».
La Nuit sur l'étang 1973-1998 est un disque compilation (NSLE-0250) publié en 1998 comprenant des pièces d'artistes ayant participé au festival du même nom de musique francophone de Sudbury (Ontario, Canada). Il rassemble différents artistes dont plusieurs font partie initialement de la Coopérative des artistes du Nouvel-Ontario. 
Le livret de 16 pages de « texte de présentation et commentaires biographiques », qui accompagne ce disque, est écrit par le poète, romancier et essayiste franco-ontarien, Gaston Tremblay.

## Disque 1
1. Viens nous voir - CANO
2. Moi j'viens du nord - Robert Paquette
3. Dis-moi, Charles - Garolou
4. Nos premiers balbutiements - Cris et Blues
5. Le vieux Médéric - CANO
6. 3, 4 claques - François Lemieux
7. Un chèque qui entre - Joëlle Roy
8. Ouendaké - Michel Paiement
9. Elle - Michel Valières
10. Maudit Manège - Brasse Camarade
11. Le p'tit bonhomme - Daniel Poliquin
12. Un jour j'irai dans le Nord - Purlaine
13. Feux d'artifice - Janie Renée

## Disque 2
1. Terre Fragile - Jean-Guy Labelle
2. Lorsque mes mains de musiciennes… - Robert Dickson
3. Mademoiselle - Paul Demers
4. Moi mon enfant - En Bref. . .
5. La mauvaise route - Yve Rochon
6. Couettes pointées - Plus-que-parfait
7. Dernier poème d'amour - Patrice Desbiens
8. Quand j'pense à elle - Cormoran
9. Toum-ti-toudi - Deux Saisons
10. Aller plus haut - Les chaises muzikales
11. Ta fille sur mes genoux - Claude Bouchard
12. Salut Man - Kif Kif